# Sèche tes pleurs
La chanson Sèche tes pleurs provient de l'album Les insomniaques s'amusent de l'artiste québécois (canadien) Daniel Bélanger.

## Thèmes abordés
Cette chanson parle de la déception amoureuse d'une femme, plus précisément de la sœur du narrateur. Tout d'abord triste et en colère («Qu'il crève, mieux qu'il souffre/Qu'une fille le largue par-dessus bord/Que dans ses larmes comme moi s'étouffe», désire-t-elle), elle finit vraisemblablement plutôt heureuse en raison du retour de son amoureux, qui s'ennuie particulièrement.

## Anecdotes
- Daniel Bélanger affirme à la blague dans un monologue enregistré devant public (présent sur le disque 3 de son album Tricycle) que cette chanson a provoqué un drame familial avec une membre de sa famille (sa véritable sœur), mais qu'ils ont demandé de l'aide depuis et qu'ils sont de nouveau frère et sœur. Il déclare également du même trait que si sa sœur s'était trouvée dans la salle ce soir-là, il n'aurait évidemment pas raconté l'histoire de la chanson de la même manière !